# Muralles de Tallinn
Les muralles de Tallinn (en estonià: Tallinna linnamüür) són el complex medieval de defensa de la capital d'Estònia, Tallinn.

## Història
La primera muralla al voltant de Tallinn va ser ordenada per Margaret Sambiria l’any 1265, fet pel qual es coneix com la "Muralla de Margaret". Aquesta muralla feia menys de 5 metres d’alçada i aproximadament 1,5 metres de gruix a la base.
Des d’aleshores, ha estat ampliada i reforçada. Les muralles i moltes de les portes encara es conserven en gran part avui dia. Aquesta és una de les raons per les quals el nucli antic de Tallinn va ser nomenat Patrimoni de la Humanitat.
Les muralles es van ampliar el segle XIV i els mateixos ciutadans de Tallinn estaven obligats a fer-hi guàrdia.

## Edificacions
| Nom                                                              | Imatge | Notes | Ubicació                        | Coordenades                                                    |
| ---------------------------------------------------------------- | ------ | --- | ------------------------------- | -------------------------------------------------------------- |
| Torre de la porta del peu gran (Pika jala väravatorn)            |        | | Pikk jalg                       | 59° 26′ 15.87″ N, 24° 44′ 34.33″ E / 59.4377417°N,24.7428694°E |
| Torre del refugi (Seegitagune torn)                              |        | Enderrocada a finals del segle XIX                                                                                            | Nunne 3                         |                                                                |
| Torre rere la sauna (Saunatagune torn)                           |        | Conservada parcialment | Nunne 9 / Nunne 11A             |                                                                |
| Portal de la monja (Nunnavärav)                                  |        | Enderrocat el 1868 | Nunne                           |                                                                |
| Torre de la monja (Nunnatorn)                                    |        | | Väike-Kloostri 1                | 59° 26′ 21.41″ N, 24° 44′ 32.55″ E / 59.4392806°N,24.7423750°E |
| Portal del monestir (Kloostrivärav)                              |        | De finals del segle XIX | Suur-Kloostri                   | 59° 26′ 22.01″ N, 24° 44′ 32.51″ E / 59.4394472°N,24.7423639°E |
| Torre de la sauna (Saunatorn)                                    |        | | Suur-Kloostri 18                | 59° 26′ 22.63″ N, 24° 44′ 32.49″ E / 59.4396194°N,24.7423583°E |
| Torre del peu d'or (Kuldjala torn)                               |        | | Gümnaasiumi 1A                  | 59° 26′ 24.11″ N, 24° 44′ 33.25″ E / 59.4400306°N,24.7425694°E |
| Torre rere les monjes (Nunnadetagune torn)                       |        | | Kooli 1                         | 59° 26′ 25.39″ N, 24° 44′ 34.27″ E / 59.4403861°N,24.7428528°E |
| Torre de Loewenschede (Loewenschede torn)                        |        | | Kooli 7                         | 59° 26′ 26.18″ N, 24° 44′ 35.99″ E / 59.4406056°N,24.7433306°E |
| Torre de Lippe (Lippe torn)                                      |        | destruïda | Kooli 9                         |                                                                |
| Passatge de la torre de Lippe                                    |        | Construït el 1933 | Laboratooriumi 21               | 59° 26′ 26.5″ N, 24° 44′ 38.85″ E / 59.440694°N,24.7441250°E   |
| Torre de Köismäe (Köismäe torn)                                  |        | | Laboratooriumi 27               | 59° 26′ 27.4″ N, 24° 44′ 41.67″ E / 59.440944°N,24.7449083°E   |
| Bretxa al carrer Suurtüki                                        |        | Segle XIX | Suurtüki                        | 59° 26′ 28.24″ N, 24° 44′ 43.48″ E / 59.4411778°N,24.7454111°E |
| Torre de Plate (Plate torn)                                      |        | | Laboratooriumi 29               | 59° 26′ 28.63″ N, 24° 44′ 43.98″ E / 59.4412861°N,24.7455500°E |
| Torre d'Epping (Eppingi torn)                                    |        | | Laboratooriumi 31               | 59° 26′ 29.82″ N, 24° 44′ 46.2″ E / 59.4416167°N,24.746167°E   |
| Torre de Grusbeke (Grusbeke-tagune torn)                         |        | | Laboratooriumi 33               | 59° 26′ 31.22″ N, 24° 44′ 48.62″ E / 59.4420056°N,24.7468389°E |
| Torre de Renten (Renteni torn)                                   |        | Se'n conserva la base | Lai 49                          |                                                                |
| Torre de Wulfard (Wulfardi-tagune torn)                          |        | Se'n conserva la base | Tolli 4                         | 59° 26′ 32.3″ N, 24° 44′ 53.97″ E / 59.442306°N,24.7483250°E}  |
| Gran portal de mar (Suur Rannavärav)                             |        | | Pikk 70                         | 59° 26′ 33.23″ N, 24° 44′ 57.44″ E / 59.4425639°N,24.7492889°E |
| Paks Margareeta                                                  |        | | Pikk 70                         | 59° 26′ 33.3″ N, 24° 44′ 58.72″ E / 59.442583°N,24.7496444°E   |
| Torre d'Stolting (Stoltingi torn)                                |        | | Pikk 68                         | 59° 26′ 31.78″ N, 24° 44′ 58.62″ E / 59.4421611°N,24.7496167°E |
| Torre de Hattorpe (Hattorpe-tagune torn)                         |        | | Pikk 62                         | 59° 26′ 29.5″ N, 24° 44′ 57.6″ E / 59.441528°N,24.749333°E     |
| Torre a prop de l'església russa                                 |        | enderrocada | Sulevimägi                      |                                                                |
| Petit portal de mar (Väike Rannavärav)                           |        | enderrocada |                                 |                                                                |
| Torre de Bremen (Bremeni torn)                                   |        | | Vene 28                         | 59° 26′ 21.86″ N, 24° 44′ 57″ E / 59.4394056°N,24.74917°E      |
| Passatge de Bremen (Bremeni käik)                                |        | Del segle XIX | Bremeni käik                    | 59° 26′ 21.54″ N, 24° 44′ 57.15″ E / 59.4393167°N,24.7492083°E |
| Torre dels monjos (Munkadetagune torn)                           |        | | Müürivahe 58                    | 59° 26′ 18.46″ N, 24° 44′ 58.89″ E / 59.4384611°N,24.7496917°E |
| Torre de Helleman (Hellemani torn)                               |        | | Müürivahe 48                    | 59° 26′ 15.15″ N, 24° 44′ 59.82″ E / 59.4375417°N,24.7499500°E |
| Portal de Viru (Viru värav)                                      |        | | Viru                            | 59° 26′ 11.87″ N, 24° 45′ 1.31″ E / 59.4366306°N,24.7503639°E  |
| Torre de Hinke (Hinke torn)                                      |        | | Pärnu mnt 2 / Müürivahe 32      | 59° 26′ 9.55″ N, 24° 44′ 57.98″ E / 59.4359861°N,24.7494389°E  |
| Torre de la mare del diable (Düvelsmoderi torn / Kuradiema torn) |        | enderrocada el 1882 | Väike-Karja/Müürivahe           |                                                                |
| Torre de l'artilleria de Lurenburg (Lurenburgi suurtükitorn)     |        | Construïda entre el 1538 i el 1554, enderrocada el 1767 amb l'expansió dels bastions.                                         | Pärnu mnt 7                     |                                                                |
| Portal del bestiar (Karjavärav)                                  |        | Construït el 1456 i enderrocat el 1849 per poder eixamplar els carrers. Servia com accés directe de la ciutat a les pastures. |                                 |                                                                |
| Torre d'Assauwe (Assauwe torn)                                   |        | | Müürivahe 12                    | 59° 26′ 5.61″ N, 24° 44′ 43.33″ E / 59.4348917°N,24.7453694°E  |
| Portal de Harju (Harju värav)                                    |        | Esmentada el 1361. | Harju                           | 59° 26′ 4.74″ N, 24° 44′ 37.53″ E / 59.4346500°N,24.7437583°E  |
| Torre de la cabra (Kitsetorn)                                    |        | | Rüütli                          |                                                                |
| Kiek in de Kök                                                   |        | | Komandandi tee 2                | 59° 26′ 5.14″ N, 24° 44′ 29″ E / 59.4347611°N,24.74139°E       |
| Torre de la donzella (Neitsitorn)                                |        | | Lossi plats 11 / Lühike jalg 9A | 59° 26′ 6.8″ N, 24° 44′ 27.51″ E / 59.435222°N,24.7409750°E    |
| Torre de l'estable (Tallitorn)                                   |        | | Lossi plats 11 / Lühike jalg 9A | 59° 26′ 8.43″ N, 24° 44′ 26.91″ E / 59.4356750°N,24.7408083°E  |
| Bretxa de Trompea als jardins del rei de Dinamarca               |        | | Lühike jalg                     | 59° 26′ 8.9″ N, 24° 44′ 27.14″ E / 59.435806°N,24.7408722°E    |
| Torre del portal del peu petit (Lühikese jala väravatorn)        |        | | Lühike jalg 9                   | 59° 26′ 10.01″ N, 24° 44′ 28.15″ E / 59.4361139°N,24.7411528°E |
| Portal de la cúpula (Toomvärav)                                  |        | Enderrocat el 1860. |                                 |                                                                |